# Patrick Tambwé
Patrick Tambwé Ngoie (Kinshasa, 5 maggio 1975) è un ex maratoneta della Repubblica Democratica del Congo naturalizzato francese.

## Biografia
Nato nella Repubblica Democratica del Congo, Tambwé ha rappresentato il paese d'origine a due edizioni dei Mondiali alla fine degli anni Novanta, senza però riuscire a portare a termine le gare. Nel 2000 si è trasferito in Francia, arruolandosi per la legione straniera francese, dove ha potuto continuare ad allenarsi, partecipando al campionato nazionale oltre che ad alcune delle maratone più importanti al mondo come quella di New York. Nel 2011 ha ottenuto la cittadinanza francese ed ha potuto gareggiare ai successivi Giochi mondiali militari vincendo una medaglia d'oro. Inoltre a 36 anni si è qualificato per la sua prima ed unica edizione dei Giochi olimpici di Londra 2012, non riuscendo a portare a termine la gara.
È detentore di alcuni record nazionali congolesi nel mezzofondo conquistati nei primi anni delle competizioni in Francia.

## Palmarès
| Anno                                 | Manifestazione           | Sede           | Evento   | Risultato | Prestazione | Note |
| ------------------------------------ | ------------------------ | -------------- | -------- | --------- | ----------- | ---- |
| In rappresentanza della RD del Congo |                          |                |          |           |             |      |
| 1997                                 | Mondiali                 | Atene          | Maratona | dnf       | dnf         |      |
| 1999                                 | Mondiali                 | Siviglia       | Maratona | dnf       | dnf         |      |
| In rappresentanza della Francia      |                          |                |          |           |             |      |
| 2011                                 | Giochi mondiali militari | Rio de Janeiro | Maratona | Oro       | 2h18'17"    |      |
| 2012                                 | Giochi olimpici          | Londra         | Maratona | dnf       | dnf         |      |

## Altre competizioni internazionali
2004
- 4º alla Maratona di New York ( New York) - 2h10'11"

2007
- 4º alla Maratona di Bruxelles ( Bruxelles) - 2h15'29"

2009
- 11º alla Maratona di Zurigo ( Zurigo) - 2h15'16"